# Chris de Burgh
Christopher John Davison (nascut el 15 d'octubre de 1948), conegut professionalment com a Chris de Burgh, és un cantautor i instrumentista britànic-irlandès. Va començar com a intèrpret d'art rock, però posteriorment va començar a escriure material més orientat al pop. Ha tingut diversos èxits dels top 40 al Regne Unit i dos als EUA, però és més popular a altres països, especialment a Noruega i al Brasil. La seva cançó d'amor de 1986 "The Lady in Red" va assolir el número u a diversos països. De Burgh ha venut més de 45 milions d'àlbums a tot el món.

## Primers anys
De Burgh va néixer a Venado Tuerto, Argentina, fill del coronel Charles John Davison, un diplomàtic britànic, i de Maeve Emily (nascuda de Burgh). El seu avi matern era Sir Eric de Burgh, un oficial de l'exèrcit britànic que havia estat cap de l'estat major a l'Índia durant la Segona Guerra Mundial. Va prendre el nom de soltera de la seva mare, "de Burgh", com a nom artístic quan va començar a actuar, tot i que el seu cognom legal segueix sent "Davison". El seu pare tenia importants interessos agrícoles, i Chris va passar gran part dels seus primers anys a Malta, Nigèria i el Congo belga, ja que ell, la seva mare i el seu germà van acompanyar el coronel Davison en la seva feina diplomàtica i d'enginyeria.
Els Davison es van establir finalment al castell de Bargy, al comtat de Wexford, Irlanda, que estava una mica ruïnós en aquell moment. Era un castell del segle XII que Eric de Burgh havia comprat als anys 60. El va reconvertir en un hotel, i el jove Chris va cantar-hi per als convidats.
De Burgh va anar a escola al Marlborough College de Wiltshire, Anglaterra, on estava al curs per sota de Nick Drake; de Burgh va demanar unir-se a una banda de jazz que Drake havia format amb quatre companys d'escola, els Perfumed Gardeners, però va ser rebutjat perquè el seu gust era "massa edulcorat". De Burgh es va graduar al Trinity College de Dublín, amb un màster en arts en francès, anglès i història.

## Carrera musical

### Inicis
Chris de Burgh va signar el seu primer contracte amb A&M Records el 1974 i va fer de teloner de Supertramp en la seva gira Crime of the Century, i així va començar a construir-se una petita base de fans. El seu àlbum de debut, Far Beyond These Castle Walls, va ser un toc de folk a la fantasia en la tradició del Moody Blues. No va arribar a les llistes després del seu llançament a finals de 1974. Uns mesos més tard, va llançar un senzill anomenat "Turning Round" de l'àlbum, publicat fora del Regne Unit i Irlanda com a "Flying". No va impressionar al Regne Unit, però es va mantenir al capdavant de les llistes brasileres durant 17 setmanes. Això es va convertir en un patró familiar per al cantant/compositor, ja que tots els seus àlbums dels anys 70 no van arribar a les llistes al Regne Unit o als Estats Units però en canvi van acumular grans vendes als països de l'Europa continental i de l'Amèrica del Sud.
L'any 1975 va sortir el seu segon disc, Tren castellà i altres històries. Tot i que (de nou) no va ser un gran èxit comercial, l'àlbum i la gira van ampliar la seva base de fans, i de Burgh va començar a atraure seguidors de culte. Juntament amb l'èpica cançó del títol, altres temes preferits dels fans de l'àlbum incloïen "Patricia The Stripper" i "<i>A Spaceman Came Traveling</i>" (aquest últim tema llançat l'any següent com a senzill).
El tercer àlbum de 1977, At the End of a Perfect Day, tot i que va tenir una bona acollida i comptava amb l'antic baterista de Fairport Convention Dave Mattacks i més tard el baterista de Fairport Gerry Conway, no va aconseguir impulsar la carrera de De Burgh de manera significativa, donant lloc al llançament del seu quart àlbum Crusader el 1979. Crusader va prendre una direcció més elèctrica, incloent contribucions a la guitarra d'Ian Bairnson (abans de Pilot), el baixista David Paton (també de Pilot) i el bateria Stuart Elliott (abans tant de Cockney Rebel com de Steve Harley i Cockney Rebel), tots els quals que també treballaven, en aquell moment, amb Kate Bush. L'àlbum també comptava amb el teclista de Sky Francis Monkman i Mike Moran. Tot i que va atreure un nombre important de nous fans, Crusader encara no va aconseguir avançar al Regne Unit i als Estats Units. El vent de l'est dels anys 80 tampoc no va poder construir més sobre els seguidors (encara de culte) als principals territoris.

### Èxit internacional
El 1981, de Burgh va entrar per primer cop a les llistes del Regne Unit amb Best Moves, una col·lecció extreta dels seus primers àlbums. Va preparar l'escenari per a l'any 1982, quan Rupert Hine va produir The Getaway, que va assolir el número 30 a les llistes del Regne Unit i el número 43 als Estats Units, gràcies al senzill "Don't Pay the Ferryman".
El 1984, l'àlbum següent de Chris de Burgh, Man on the Line, també va tenir un bon rendiment, i va arribar al lloc 69 als EUA i a l'11 al Regne Unit (encapçalant les llistes a Alemanya i Suïssa); el seu primer senzill "High on Emotion" va esdevenir un èxit internacional, i va arribar al top 20 a diversos països (entrant sobretot al top 5 a Irlanda, França i Suïssa) i al top 50 tant al Regne Unit i EUA.
Chris de Burgh va tenir un èxit generalitzat en diversos àmbits amb el senzill de la balada "The Lady in Red" a finals de 1986; la cançó es va convertir en un èxit número u al Regne Unit (número tres a Amèrica) i un èxit a tot el món, el seu àlbum que l'acompanya, Into the Light, va arribar al número dos al Regne Unit (número 25 als EUA). Aquella temporada de Nadal, una reedició de la cançó de Nadal de 1976 de De Burgh "A Spaceman Came Traveling" va esdevenir un èxit del top 40 al Regne Unit.
Flying Colors, la continuació de In the Light, va entrar al número u de les llistes britàniques amb el seu llançament el 1988, però no va arribar a entrar a les llistes americanes. De Burgh no ha tingut cap altre èxit als Estats Units i la seva fortuna comercial va començar a caure a la Gran Bretanya a principis dels anys noranta, però va conservar un seguit de seguidors arreu del món. Això es deu principalment a la inactivitat del seu segell discogràfic anterior, A&M Records, divisió britànica, als EUA.
El 1997 de Burgh va compondre una cançó titulada "There's a New Star Up in Heaven Tonight", dedicada a Diana, Princesa de Gal·les. La cançó es va publicar com a edició limitada de 100 còpies i es va incloure a les recopilacions The Ultimate Collection (2000) i Now and Then (2009).

### 2007-actualitat
El 2007 es va planificar un concert que s'havia de fer a Teheran per a mitjans del 2008, juntament amb la banda local Arian, que hauria fet de Chris de Burgh el primer cantant de pop occidental a actuar a l'Iran des de la revolució de 1979. No obstant això, el concert mai va tenir lloc perquè les autoritats iranianes no li van donar permís per actuar al país.
El 2008, de Burgh va publicar Footsteps, el seu dissetè àlbum que inclou versions de tretze cançons que el van inspirar al llarg de la seva carrera, d'artistes com Bob Dylan, els Beatles, Toto i Pete Seeger; l'àlbum va arribar al Top 5 al Regne Unit. El 2011, de Burgh va llançar el seu seguiment, Footsteps 2, que va entrar al Top 40 del Regne Unit.
Va ser el primer acte occidental que va tocar al Líban després de la guerra civil libanesa.
En el seu 73è aniversari, el 15 d'octubre de 2021, Chris de Burgh va llançar un vídeo musical per al seu senzill "Legacy" dirigit pel cineasta i animador iranià Sam Chegini, un vídeo musical animat per al seu 27è àlbum d'estudi, The Legend of Robin Hood.

## Vida personal
Chris de Burgh està casat amb la seva dona Diane des de 1977 i viu a Enniskerry, comtat de Wicklow, a Irlanda, després d'haver-s'hi traslladat des de Dalkey, Dublín, el 1997. Tenen dos fills, Hubie i Michael, i una filla, Rosanna, coneguda pel fet de ser la guanyadora del concurs Miss Món el 2003 per Irlanda. El seu cosí segon, Danny Kinahan de Castle Upton, va exercir com a membre del Parlament de South Antrim entre 2015 i 2017.
El 1994 es va descobrir que havia tingut una aventura extraconjugal amb la mainadera irlandesa dels seus fills, de 19 anys, Maresa Morgan, que estava ajudant la família mentre la dona de De Burgh, Diane, es recuperava a l'hospital d'una fractura de coll patida durant un accident d'equitació. De Burgh va dir més tard que se sentia molt culpable per l'afer i que posteriorment s'havia reconciliat amb la seva dona.
El 2011, les ampolles del celler de vins vintage de De Burgh es van vendre per més de 500.000 dòlars, inclòs un rècord mundial establert per a una col·lecció magnum de anyades de postguerra.
De Burgh té un notable interès per la història de la guerra, especialment la de la Primera i la Segona Guerra Mundial. Les seves cançons contenen nombroses referències als soldats i la batalla, i el 2006 va comprar una rara carta de la Primera Guerra Mundial que havia estat escrita per un soldat desconegut.
De Burgh ha dit que és "segurament un creient en Crist", però sempre ha tingut una profunda desconfiança cap a la religió organitzada. De Burgh creu en el poder de la curació espiritual com a teràpia alternativa per reduir el dolor. Afirma que ha estat capaç de curar persones amb les seves pròpies mans i que ha obtingut una "força que ho abarca tot" amb la qual va contactar a través de la pregària.

## Discografia

### Àlbums d'estudi
- Far Beyond These Castle Walls (1974)
- Spanish Train and Other Stories (1975)
- At the End of a Perfect Day (1977)
- Crusader (1979)
- Eastern Wind (1980)
- The Getaway (1982)
- Man on the Line (1984)
- Into the Light (1986)
- Flying Colours (1988)
- Power of Ten (1992)
- This Way Up (1994)
- Quiet Revolution (1999)
- Timing Is Everything (2002)
- The Road to Freedom (2004)
- The Storyman (2006)
- Footsteps (2008)
- Moonfleet & Other Stories (2010)
- Footsteps 2 (2011)
- Home (2012)
- The Hands of Man (2014)
- A Better World (2016)
- The Legend of Robin Hood (2021)

## Filmografia
- The Grand Knockout Tournament (1987) (com a ell mateix)
- How to Cheat in the Leaving Certificate (1998) (com a dispensador de gasolina)
- The Bachelor S26 E07 (2022) (com a ell mateix)